# FC Lokomotiv Vitebsk
El FC Lokomotiv Vitebsk fue un equipo de fútbol de Bielorrusia que alguna vez jugó en la Liga Premier de Bielorrusia, la máxima categoría de fútbol en el país.

## Historia
Fue fundado en 1986 en la ciudad de Vitebsk con el nombre SKB Vitebsk y jugó las últimas 4 temporadas de la Liga Soviética de Bielorrusia.
Tras la caída de la Unión Soviética y la independencia de Bielorrusia, cambió su nombre por el de SKB Lokomotiv Vitebsk y se convirtió en uno de los equipos fundadores de la Liga Premier de Bielorrusia en 1992, en la cual terminaron en 15 lugar en su primera temporada en la liga. En 1993 cambia su nombre por FC Lokomotiv Vitebsk.
El club jugó en la máxima categoría las 4 primeras temporadas hasta su descenso en 1994/95, y posteriormente estuvieron 3 temporadas en la Primera División de Bielorrusia hasta que descendieron en 1997, pasando tres temporadas en la Segunda División de Bielorrusia hasta su desaparición en 2001 luego de fusionarse con el FC Dvyna Vitebsk para formar al Lokomotiv-96 Vitebsk.

## Temporadas
| Temporada | División | Pos. | J   | G  | E  | P  | GF-GC | Pts. | Domestic Cup | Notas       |
| --------- | -------- | ---- | --- | -- | -- | -- | ----- | ---- | ------------ | ----------- |
| 1992      | 1        | 15   | 15  | 4  | 2  | 9  | 16–28 | 10   | 1/32         |             |
| 1992–93   | 1        | 12   | 32  | 7  | 11 | 14 | 27–40 | 25   | 1/4          |             |
| 1993–94   | 1        | 10   | 30  | 8  | 9  | 13 | 25–39 | 25   | 1/32         |             |
| 1994–95   | 1        | 16   | 30  | 3  | 5  | 22 | 14–74 | 11   | 1/16         | Desdendido  |
| 1995      | 2        | 10   | 14  | 5  | 1  | 8  | 10–15 | 16   | 1/32         |             |
| 1996      | 2        | 9    | 24  | 8  | 8  | 8  | 33–24 | 32   | 1/32         |             |
| 1997      | 2        | 15   | 30  | 5  | 7  | 18 | 17–50 | 22   | Ronda of 32  | Descendido  |
| 1998      | 3        | 6    | 26  | 14 | 5  | 7  | 44–18 | 47   | 1/32         |             |
| 1999      | 3        | 6    | 231 | 11 | 7  | 5  | 39–23 | 40   |              |             |
| 2000      | 3        | 7    | 22  | 9  | 5  | 8  | 35–37 | 32   |              | Desapareció |

- 1 La última jornada no se jugó y nunca se reprogramó.